# 수마트라섬

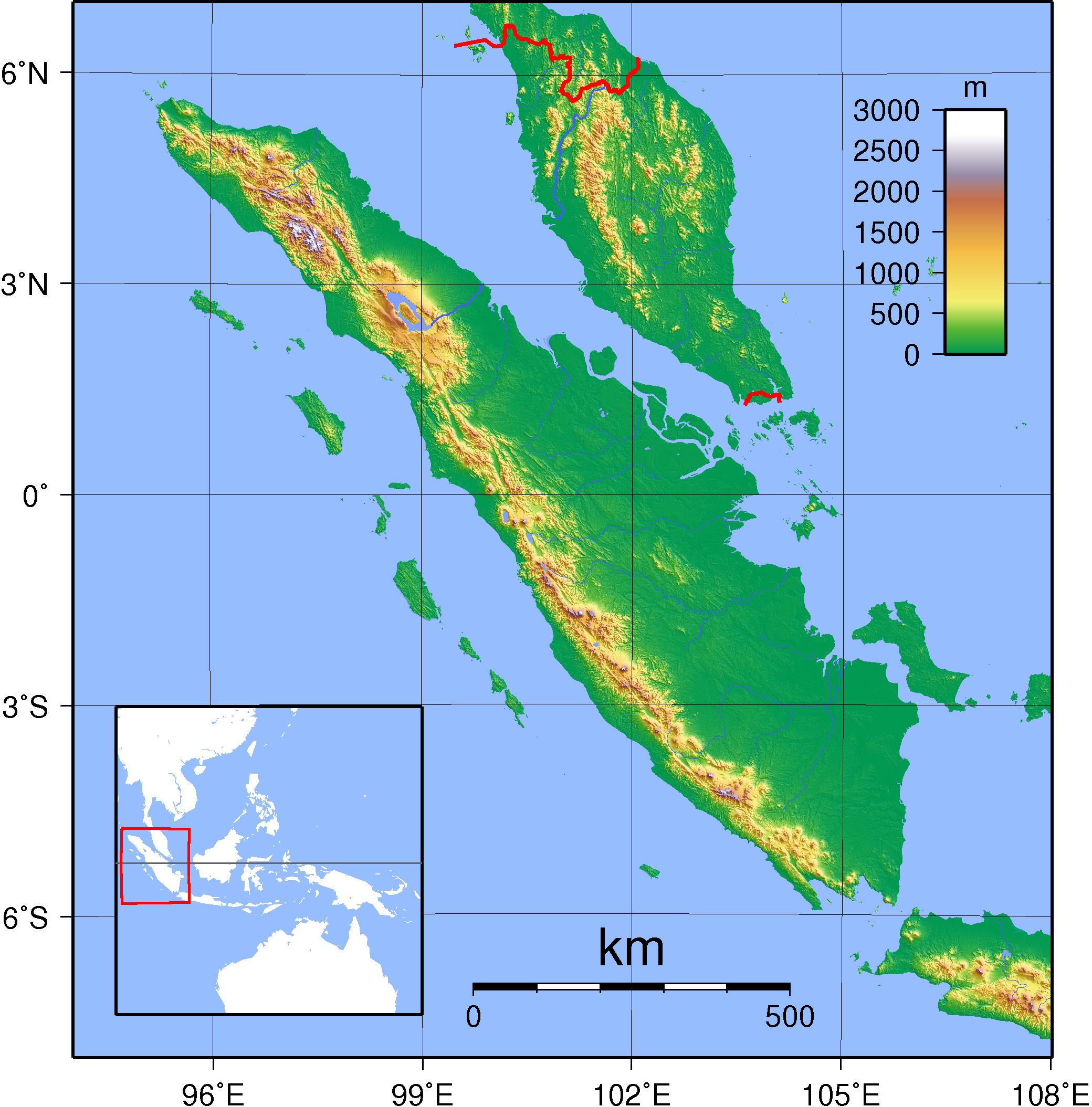
수마트라의 지형도

수마트라섬(인도네시아어: Pulau Sumatra, 문화어: 쑤마떼라 섬)은 인도네시아의 주요 섬으로 세계에서 여섯 번째로 큰 섬이다. 면적 473,481km2, 인구는 50,365,538(2010년 기준) 명이다. 최대 도시는 2,109,330명이 살고 있는 메단이다.

## 지리
북서쪽에서 남동쪽까지 최장 길이 1,790km로 적도가 중앙부를 지나며, 섬의 최대 너비는 435km이다. 섬 안쪽에는 서쪽의 바리산산맥과 동쪽의 습지대라는 두 지역으로 크게 나뉜다. 남동쪽으로는 순다 해협을 경계로 자와섬이 있고, 북쪽으로는 믈라카 해협을 경계로 말레이반도가 있다. 동쪽은 카리마타 해협 맞은 편에 보르네오섬이 있으며, 서쪽은 인도양이다.
섬의 최고봉은 산줄기의 가운데 위치한 3,805m의 활화산 크린치산이며 바리산산맥과 함께 섬의 뼈대를 이룬다. 이 지역의 화산 활동은 비옥한 토지와 토바호 같은 아름다운 경치를 만들어냈다. 또한 석탄과 금이 매장되어 있기도 하다. 동쪽 습지의 광대한 저지대는 대부분 농경에 부적합한 지역이지만, 인도네시아의 주요 유전이 있기 때문에 경제적으로 매우 큰 중요성을 가진다. 또한 수마트라섬은 인도네시아 커피의 최대 생산지이기도 하다.
수마트라섬 대부분은 열대 우림에 덮여 있었는데, 부패와 결부된 경제 개발과 불법 벌목으로 그 존속이 심하게 위협을 받고 있으며 보호 지역 또한 훼손을 면하지 못하고 있다.

## 역사
692년 경,

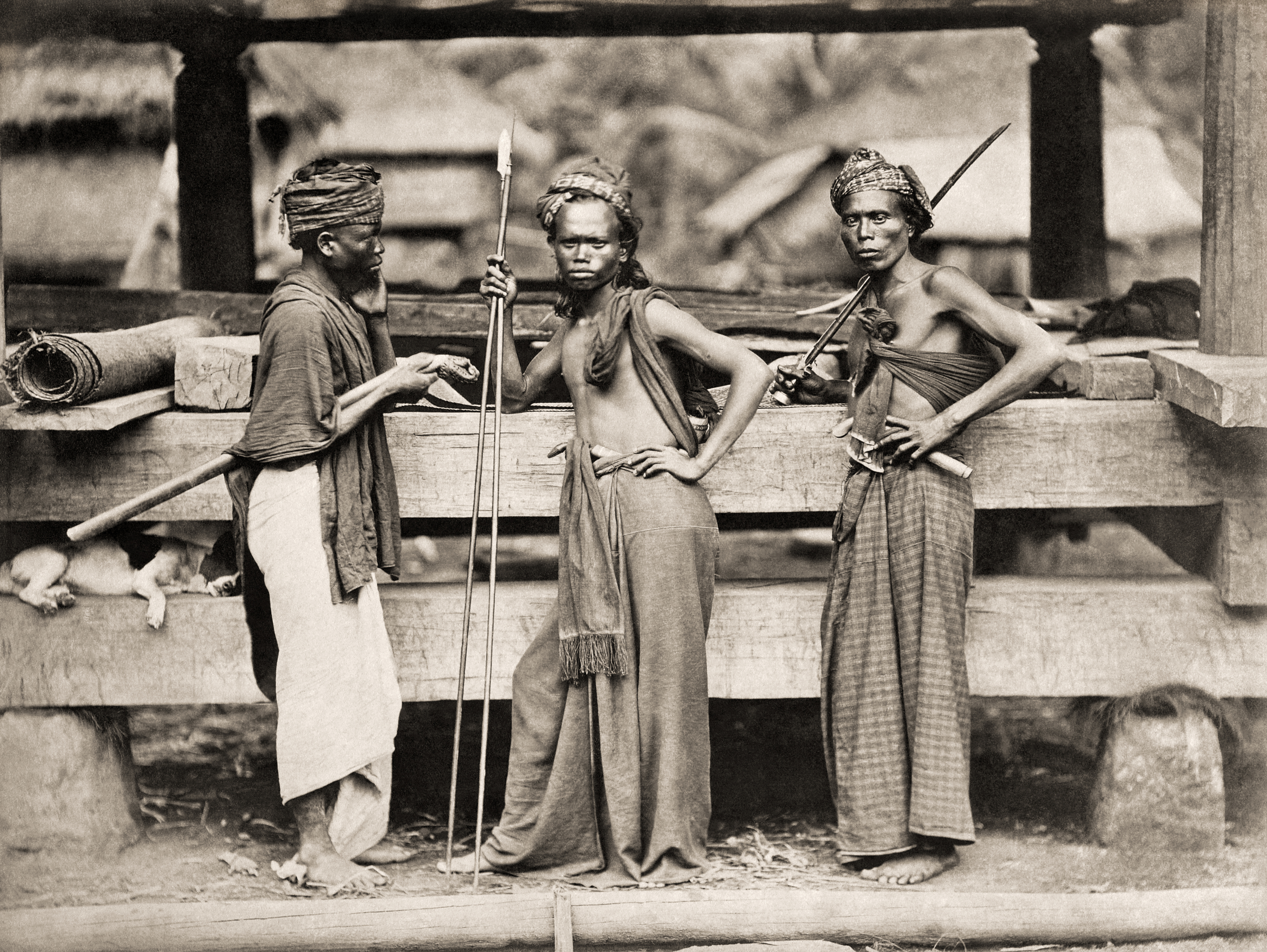
1870년, 바탁(Batak) 전사들

멜라유 왕국(Melayu Kingdom)은 스리비자야(Srivijaya)에 흡수되었다.:79–80
11세기, 스리비자야의 영향력은 남인도 촐라 제국(Chola Empire)에 패배하면서 약화되었다. 동시에, 6세기와 7세기, 이슬람교가 아랍 상인과 인도 상인들을 통하여 수마트라(Sumatra)로 진출하였다. 13세기 경, 사무드라 파사이 술탄국(Samudra Pasai Sultanate)의 군주는 이슬람교로 개종하였다. 1292년, 마르코 폴로(Marco Polo)가 수마트라섬에 방문하였고, 1321년에는 그의 동료 이탈리아인 오도릭 다 포르데노네(Odorico da Pordenone)가 방문하였다.
모로코(Morocco) 학자 이븐 바투타(Ibn Battuta)는 15일 동안 술탄을 예방하면서, 사무드라 도시를 '목책과 목탑이 있는 정갈하고 큰 도시'라고 묘사하였다. 이후 2개월에 걸쳐 귀환하였다. 사무드라는 강력한 아체 술탄국(Aceh Sultanate)에 합병되었다. 아체 술탄국은 20세기까지 존재하였다. 네덜란드인들의 도래로, 수마트라 제후국 대부분은 점차 네덜란드인들에게 장악되었다. 수마트라 북부의 아체는 가장 큰 장벽이었으며, 네덜란드인들은 기나긴 아체와의 소모전, 이른바 아체 전쟁(Aceh War, 1873–1903)에 휘말리게 되었다.
1976년부터 2005년까지, 자유 아체 운동(Free Aceh Movement)은 아체 내란(Aceh Insurgency)에서 인도네시아 정부군을 상대로 전투를 벌였다. 2001년과 2002년, 보안 검색으로 수 천 명의 시민들이 사망하였다.
수마트라 섬은 1883년 크라카타우산(Krakatoa) 화산 폭발과 2004년 인도양 지진해일(2004 Indian Ocean earthquake and tsunami)의 영향을 심각하게 받았다.

## 주요 도시
- 메단
- 팔렘방
- 반다아체

## 인구
| 연도     | 인구       | ±%     |
| -------- | ---------- | ------ |
| 1971     | 20,808,148 | —      |
| 1980     | 28,016,160 | +34.6% |
| 1990     | 36,506,703 | +30.3% |
| 1995     | 40,830,334 | +11.8% |
| 2000     | 42,616,164 | +4.4%  |
| 2005     | 45,839,041 | +7.6%  |
| 2010     | 50,613,947 | +10.4% |
| 2019     | 58,455,800 | +15.5% |
| sources: |            |        |

## 지도
| 가잔 열도갠지스강고다바리강고비 사막나일강류큐 열도남중국해노르웨이해뉴기니섬네푸드 사막다싱안링산맥다뉴브강동시베리아해동중국해동해둥베이 · 평원랍테프해룹알할리 사막레나강마다가스카르섬마리아나 제도마르마라해말레이반도메콩강몰디브 제도몽골고원바렌츠해바이칼호바탄 제도발리섬발트해발하시호백해베링해벵골만보르네오섬북극해북해볼가강북드비나강브라마푸트라강사할린섬샤오싱안링산맥세이셸 군도소코트라섬수마트라섬술라웨시섬스리랑카섬스칸디나비아반도스타노보이산맥스프래틀리 군도시나이반도새머리싱가포르섬아나톨리아아덴만아라비아반도아라비아해아라푸라해아랄해아무르강아조프해아프리카의 뿔안다만 제도알타이산맥알류샨 열도에게해예니세이강오가사와라 제도오만만오비강오스트레일리아오호츠크해우랄강우랄산맥유프라테스강이란고원인더스강인도 아대륙인디기르카강인도양 (북부)인도차이나반도일본 열도자와섬주강장강치롄산맥카라해카라코람카스피해캄차카반도캅카스산맥캐롤라인 · 제도콜리마강쿠릴 열도쿤룬산맥크리스마스섬타이만대만타클라마칸 사막북태평양톈산산맥통킹만티그리스강티모르섬티베트고원파라셀 제도파미르페르시아만페초라강프라타스섬필리핀 제도필리핀해하이난한반도항가이산맥호르무즈홋카이도홍해화베이 · 평원황하황해흑해히말라야산맥힌두스탄 · 평원힌두쿠시class=notpageimage\| 아시아의 주요 지리 |